# 18825 Алісачай
18825 Алісачай (1999 NO23, 1998 FE136, 18825 Alicechai) — астероїд головного поясу, відкритий 14 липня 1999 року.
Тіссеранів параметр щодо Юпітера — 3,320.